# جونگ سو مین
جونگ سو مین (کره‌ای: 정소민؛ زادهٔ کیم یون جی در ۱۶ مارس ۱۹۸۹) بازیگر اهل کره جنوبی است. او حرفهٔ بازیگری خود را در سال ۲۰۱۰ و با ایفای نقش در مجموعهٔ تلویزیونی بد گای آغاز کرد. او به خاطر ایفای نقش اصلی در مجموعهٔ تلویزیونی بوسه شیطنت‌آمیز (۲۰۱۰) شناخته می‌شود که یک اثر اقتباسی از مانگای ایتازورا نا کیس بود. جونگ همچنین در درام‌های روز موعود، پدرم عجیبه، لبخند پر کشیده از نگاهت و کیمیای روح، در همسایگی عشق و فیلم پروژه شکار گرگ بازی کرده‌است.

## فیلم‌شناسی

### فیلم
| سال  | عنوان                      | نقش        | توضیحات      | منابع |
| ---- | -------------------------- | ---------- | ------------ | ----- |
| ۲۰۰۹ | بدترین دوستان              | مانگ       | فیلم کوتاه   | [ ۲ ] |
| ۲۰۱۵ | بیست                       | سو مین     |              |       |
| ۲۰۱۵ | آلیس: پسری از سرزمین عجایب | هه جونگ    |              |       |
| ۲۰۱۷ | تو بابایی، من دخترم        | وون دو یون |              |       |
| ۲۰۱۸ | خواب طلایی                 | یو می      | حضور افتخاری | [ ۳ ] |
| ۲۰۱۹ | مرد کشنده                  | هه وون     |              |       |
| ۲۰۲۲ | پروژه شکار گرگ             | لی دا یون  |              | [ ۴ ] |
| ۲۰۲۳ | ۳۰ روز                     | هونگ نا را |              | [ ۵ ] |

### مجموعه تلویزیونی
| سال  | عنوان                    | نقش                   | توضیحات                 | منابع  |
| ---- | ------------------------ | --------------------- | ----------------------- | ------ |
| ۲۰۱۰ | بد گای                   | هونگ مو نه            |                         |        |
| ۲۰۱۰ | بوسه شیطنت‌آمیز           | اوه ها نی             |                         |        |
| ۲۰۱۲ | استند بای                | جونگ سو مین           |                         |        |
| ۲۰۱۲ | می‌تونیم ازدواج کنیم؟     | جونگ هه یون           |                         |        |
| ۲۰۱۳ | بیا با من ستاره شو       | ها جین                | درام ویژه               | [ ۶ ]  |
| ۲۰۱۴ | دوشیزه کره               | مسئول پمپ بنزین       | حضور افتخاری (قسمت ۲۰)  | [ ۷ ]  |
| ۲۰۱۴ | مرد بزرگ                 | کانگ جین آه           |                         |        |
| ۲۰۱۵ | روز موعود                | جونگ دول می           |                         |        |
| ۲۰۱۶ | معلم قرمز                | جانگ سون دوک          | درام ویژه               | [ ۸ ]  |
| ۲۰۱۶ | صدای قلب تو              | چوی سانگ بونگ/ئه بونگ |                         |        |
| ۲۰۱۷ | پدرم عجیبه               | بیون می یونگ          |                         |        |
| ۲۰۱۷ | چون این اولین زندگیمه    | یون جی هو             |                         |        |
| ۲۰۱۸ | منشی کیم چشه؟            | مادر می سو (جوانی)    |                         | [ ۹ ]  |
| ۲۰۱۸ | لبخند پر کشیده از نگاهت  | یو جین کانگ           |                         |        |
| ۲۰۱۹ | ابیس                     | زن «گریم ریپر»        | حضور افتخاری (قسمت ۱)   | [ ۱۰ ] |
| ۲۰۱۹ | ملودرام باش              | سون جو                | حضور افتخاری (قسمت ۱۶)  | [ ۱۱ ] |
| ۲۰۲۰ | مکانیک روح               | هان وو جو             |                         |        |
| ۲۰۲۱ | هم‌اتاقی من یک گومیهو است | عشق اول شین وو یو     | حضور افتخاری (قسمت ۵–۷) | [ ۱۲ ] |
| ۲۰۲۱ | خانه مجله ماهانه         | نا یونگ وون           |                         | [ ۱۳ ] |
| ۲۰۲۲ | کیمیای روح               | مو دوک / جین بو یون   |                         | [ ۱۴ ] |
| ۲۰۲۴ | در همسایگی عشق           | به سوک ریو            |                         | [ ۱۵ ] |

### برنامه تلویزیونی
| سال  | عنوان     | نقش               | منابع |
| ---- | --------- | ----------------- | ----- |
| ۲۰۱۹ | جنگل کوچک | عضو گروه بازیگران |       |

### برنامه رادیویی
| سال  | عنوان                    | نقش  | منابع  |
| ---- | ------------------------ | ---- | ------ |
| ۲۰۱۹ | خیابان جوانی جونگ سو مین | دی‌جی | [ ۱۶ ] |